# Собра (Во)
Собра (фр. Saubraz) — громада  в Швейцарії в кантоні Во, округ Морж.

## Географія
Громада розташована на відстані близько 100 км на південний захід від Берна, 24 км на захід від Лозанни.
Собра має площу 3,7 км², з яких на 7% дозволяється будівництво (житлове та будівництво доріг), 46,3% використовуються в сільськогосподарських цілях, 45,8% зайнято лісами, 0,8% не є продуктивними (річки, льодовики або гори).

## Демографія
2019 року в громаді мешкало 422 особи (+19,2% порівняно з 2010 роком), іноземців було 23,5%. Густота населення становила 114 осіб/км².
За віковим діапазоном населення розподілялося таким чином: 30,6% — особи молодші 20 років, 59,7% — особи у віці 20—64 років, 9,7% — особи у віці 65 років та старші. Було 151 помешкань (у середньому 2,8 особи в помешканні).
Із загальної кількості 49 працюючих 8 було зайнятих в первинному секторі, 15 — в обробній промисловості, 26 — в галузі послуг.